# Резекція шлунка за Більрот-1
Резекція шлунка за Більрот І (Pean, Billroth, Shcoemaker, Shcmieden) — це циркулярне висічення антрального та пілоричного відділів шлунка, накладення анастомозу між куксою шлунка та дванадцятипалою кишкою по типу «кінець в кінець».
Резекція шлунка — хірургічний метод лікування захворювань шлунка та дванадцятипалої кишки. Принцип резекції полягає у видаленні частини шлунка з подальшим відновленням цілісності травного тракту завдяки шлунково-кишковому анастомозу (з'єднання), запропоновано хірургом Більротом.
Спосіб резекції залежить від розташування патологічного процесу, виду захворювання (рак шлунка, виразка), розмірів ділянки органу, що видаляється.

## Покази до операції
Абсолютні покази:
- рак шлунка;
- підозра на малігнізацію виразки;
- стеноз воротаря;
- повторні шлунково-кишкові кровотечі.

Відносні покази:
- Перфоративні виразки, які тривалий час не загоюються.

## Резекція шлунка за Більрот-І

### Переваги
- Не змінюється нормальна анатомія і функції травної системи, оскільки проводитися анастомоз кукса шлунка з дванадцятипалою кишкою. Це сприяє переварюванню їжі, що потрапляє із шлунка в дванадцятипалу кишку, змішуючись з панкреатичним, дуоденальним і жовчним секретами. При резекції за Більрот ІІ процес змішування відбувається в порожній кишці. Але в зв'язку з відсутністю воротаря при резекції за Більрот І перехід їжі зі шлунка в дванадцятипалу кишку, а потім в тонку здійснюється швидко. Тому змішування фактично відбувається в порожній кишці.

Діаграма що відображає яка частина шлунка видаляється при резекції за Більрот-І

- Діаграма що відображає яка частина шлунка видаляється при резекції за Більрот-ІТехнічно резекцію шлунка за Більрот І виконувати легше. Крім цього, все хірургічне втручання проводиться у верхній частині черевної порожнини.
- Значно рідше розвивається демпінг-синдром після цієї операції.
- Даний вид хірургіного втручання НЕ збільшує ймовірність розвитку внутрішніх гриж.

### Недоліки
- Цей вид операцій частіше провокує появу виразок анастомозу, виразок дванадцятипалої кишки.
- Не у всіх випадках вдається в достатній мірі іммобілізувати 12-палу кишку для формування анастомозу з шлунком, щоб не було натягу лінії шва. Це викликає дуоденальні виразки, виражену рубцеву деформацію і звуження просвіту кишки, виразки проксимального відділу шлунка. У деяких ситуаціях потрібна також іммобілізація селезінки и кукси шлунка, що веде до ускладнення хірургічного втручання и невиправданого підвищення його ризиків.
- Резекція шлунка по Більрот І не проводитися при діагнозі рак шлунка.

### Техніка виконання операції
Після мобілізації шлунка на пілоричний відділ і початкову частину дванадцятипалої кишки накладають кишкові жоми. Між жомами шлунок відсікають і відвертають вліво. На середню третину шлунка накладають жом Пайра і паралельно йому два затискачі так само, як і при виконанні операції за способом Гофмейстера-Фінстерера. Після цього шлунок підводять до дванадцятипалої кишки і, відступивши на 0,7-0,8 см від жомів, зшивають серозно-м'язовими швами задню стінку шлунка з задньою стінкою дванадцятипалої кишки. Нитки накладених швів зрізають за винятком крайніх, які в подальшому при накладенні анастомозу слугують тримачами. Потім шлунок перетинають між жомами і препарат видаляють. На малу кривизну вище жому що залишився накладають шов-тримач і відтинають край шлункової стінки разом з верхнім жомом. На куксу шлунка накладають спочатку безперервний кетгутовий шов, який проходить через всі шари стінки шлунка, а потім вузловий серозно-м'язовий шов. Закінчивши ушивання верхньої частини кукси, зрізають краї стінки шлунка і дванадцятипалої кишки під жомами. На задні губи анастомозу накладають безперервний кетгутовий шов, починаючи шити від низу до верху. Біля верхнього краю анастомозу нитку захльостують і продовжують накладати шов на передні губи. Поверх першого ряду швів на передню стінку анастомозу накладають другий ряд серозно-м'язових швів.